# Emil Podszus
Emil August Podszus (* 21. Januar 1881 in Königsberg; † 27. März 1968 in Roth) war ein deutscher Physiker und Erfinder. Weit über 100 Industriepatente sind auf seinen Namen eingetragen worden. Am 20. Januar 1937 meldete er ein Patent (DE000000900228B) über die Herstellung einer leichten und steifen Membran zur Schallerzeugung an, deren grundlegende Merkmale wie geringes Eigengewicht, Sandwichaufbau und Unterdrückung von Partialschwingungen auch heute noch bei der Entwicklung von hochwertigen Lautsprechermembranen Berücksichtigung finden.

## Leben und Wirken
Emil August Podszus wurde als Sohn des Gendarmen August Podszus in Königsberg geboren und evangelisch getauft. Er besuchte u. a. das Königliche Luisen-Gymnasium in Memel und legte dort am 29. März 1900 die Reifeprüfung ab. Danach studierte er bis 1904 sieben Semester Physik, Chemie, Mineralogie und Mathematik an der Universität in Königsberg und bestand am 8. Juli 1904 die Lehramtsprüfung pro facultate docendi. Während seines Studiums arbeitete er auch als Assistent am Physikalischen Kabinett der Universität.
Bis 1906 folgten je ein Seminarjahr an der Königlichen Oberrealschule zu Königsberg und dem Königlichen Gymnasium zu Allenstein, an dem er danach auch sein Probejahr absolvierte. Am 1. April 1906 übernahm er eine Anstellung als Oberlehrer an der Städtischen Oberrealschule in Rixdorf bei Berlin.
1908 legte er seine Dissertation zum Thema Thermoelektrische Kräfte in Elektrolyten vor, die von der Philosophischen Fakultät der Friedrich-Wilhelms-Universität zu Berlin genehmigt wird, am 23. September 1908 promovierte er bei Max Planck und Walther Nernst.
Nach seiner Promotion lehrte er zunächst weiter an der Oberrealschule in Rixdorf und an der städtischen Albrecht-Dürer-Oberrealschule in Berlin-Neukölln. Noch während seiner Lehrtätigkeit beschäftigte er sich mit der Weiterentwicklung elektrischer Dampflampen und Dampfapparaten.
1913 arbeitete er für die Berliner Firma Ehrich und Graetz. Schwerpunkt seiner Tätigkeit war die Entwicklung von Verfahren zur Darstellung reiner Elemente, Herstellung von Glühkörpern und Glühlampen sowie des gasdichten Einschmelzens von Metalldrähten in Quarzglas. 1918 wechselte er zu Siemens & Halske. Hier meldete er während seiner Tätigkeit mehrere Patente zu einer elektrischen Bogenlampe mit leuchtenden Dämpfen an. Am 1. Mai 1924 wurde er als Lehrer in den einstweiligen Ruhestand versetzt und arbeitete dann im Vorstand der Berliner Hartstoff-Metall-AG (Hametag) in Berlin-Köpenick. Bei der Hametag lagen seine Forschungsschwerpunkte in der Verbesserung von Verfahren zur Herstellung feinster Metallpulver sowie der Herstellung dazu geeigneter Maschinen.
Nach dem Krieg schmuggelte er die Blaupausen zum Bau einer Wirbelschlagmühle in den Westen und geriet in den Fokus des Ministeriums für Staatssicherheit. Kurz nach dem Tod seiner Frau wurde er 1952 von einem Mitarbeiter der Staatssicherheit über seine bevorstehende Festnahme informiert. Er floh aus dem Osten Berlins und wurde danach für das Fürther Unternehmen Eckart tätig. Auch hier beschäftigte er sich mit feinsten Metallpulvern, die in erster Linie zu Metallic-Farben und Bronzen verarbeitet wurden.

## Lautsprecher
In den 1930er Jahren bestanden die Membranen von Lautsprechern entweder aus langfaserigem, dicken Papier oder aus textilem Material, das teilweise mit Lacken getränkt war. Diese Membranen waren schwer und ließen eine naturgetreue Wiedergabe von Tönen nicht zu, da sie zu Partialschwingungen neigten. Zunächst versuchte Podszus, diese unerwünschten Eigenschwingungen mit Federn aus hart gezogenem Wolfram- oder Stahldraht zu dämpfen. Diese Federn wurden in der Membran punktförmig in den Schwingungsbäuchen der besonders zu dämpfenden Eigenschwingungen befestigt und nach hinten mit möglichst starren Trägern verbunden.
Später entwickelte er eine aus mehreren Schichten bestehende Membran, in denen der Schall unterschiedliche Geschwindigkeiten erreichte. Damit wurde die Ausbildung von Resonanzen minimiert. Die äußere Schicht der Membran bestand aus einem sehr festen Papier. Darauf wurde ein in der Hitze aushärtender Schaum aus formaldehydhaltigem Lack aufgebracht. Während der Aushärtung wurde von oben eine Aluminiumfolie aufgepresst. So entstand eine Sandwichmembran mit einer Stärke von etwa 1,5 mm, die durch Beifügung harter Substanzen wie Glimmer o. ä. eine extrem hohe Steifigkeit bei sehr niedrigem Eigengewicht aufwies.
Die grundlegende Idee, eine Schaumstruktur zu verwenden, kam ihm beim Anblick von Sahnebaisers. Als Backofen für die Membranen diente ein Mülleimer, der mit Heizdrähten ausgekleidet war.
Die Rezeptur des Schaumes wie auch der verwendeten Papiere und Folien wurde immer wieder verändert. Podszus-Lautsprecher wurden wegen ihrer sehr neutralen Wiedergabecharakteristik unter anderem in professionellen Studiolautsprechern von Klein+Hummel eingesetzt.

## Ehrungen
Am 5. Oktober 1956 wurde ihm im großen Festsaal der Landesgewerbeanstalt Nürnberg für seine Erfindungen die 1. Goldene Erfindermedaille der Stadt Nürnberg verliehen.
Auf Vorschlag des bayerischen Ministerpräsidenten Wilhelm Hoegner erhielt er am 30. April 1957 als Forscher und Erfinder, insbesondere für seine bahnbrechenden Arbeiten über Hartstoffe, das Verdienstkreuz 1. Klasse des Verdienstordens der Bundesrepublik Deutschland.